# Harald Irmscher
Harald Irmscher (* 12. února 1946, Oelsnitz/Erzgeb.) je bývalý východoněmecký fotbalista, záložník, reprezentant Východního Německa (NDR). Po skončení aktivní kariéry působil jako trenér, v letech 1983-1988 byl asistentem trenéra východoněmecké reprezentace.

## Fotbalová kariéra
Ve východoněmecké oberlize hrál za BSG Sachsenring Zwickau, FC Carl Zeiss Jena a Wismut Aue, nastoupil ve 330 utkáních a dal 51 gólů. S FC Carl Zeiss Jena vyhrál v roce 1970 východoněmeckou Oberligu. Východoněmecký fotbalový pohár vyhrál jednou s Motor Zwickau a dvakrát s FC Carl Zeiss Jena. V Poháru mistrů evropských zemí nastoupil v 6 utkáních a dal 1 gól, v Poháru vítězů poháru nastoupil ve 10 utkáních a v Poháru UEFA nastoupil ve 22 utkáních a dal 3 góly. Za reprezentaci Východního Německa (NDR) nastoupil v letech 1966-1974 ve 41 utkáních a dal 4 góly. Byl členem týmu na Mistrovství světa ve fotbale 1974, nastoupil ve 4 utkáních. V roce 1972 byl členem bronzového týmu na LOH 1972 v Mnichově, nastoupil ve 4 utkáních.

## Ligová bilance
| Ročník           | Zápasy | Góly | Klub                |
| ---------------- | ------ | ---- | ------------------- |
| I. liga 1964/65  | 26     | 3    | Motor Zwickau       |
| I. liga 1965/66  | 26     | 1    | Motor Zwickau       |
| I. liga 1966/67  | 26     | 5    | Motor Zwickau       |
| I. liga 1967/68  | 24     | 3    | Sachsenring Zwickau |
| I. liga 1968/69  | 26     | 7    | FC Carl Zeiss Jena  |
| I. liga 1969/70  | 26     | 5    | FC Carl Zeiss Jena  |
| I. liga 1970/71  | 26     | 3    | FC Carl Zeiss Jena  |
| I. liga 1971/72  | 26     | 4    | FC Carl Zeiss Jena  |
| I. liga 1972/73  | 25     | 3    | FC Carl Zeiss Jena  |
| I. liga 1973/74  | 26     | 8    | FC Carl Zeiss Jena  |
| I. liga 1974/75  | 22     | 5    | FC Carl Zeiss Jena  |
| I. liga 1975/76  | 25     | 1    | FC Carl Zeiss Jena  |
| II. liga 1976/77 | -      | -    | Wismut Aue          |
| I. liga 1977/78  | 26     | 3    | Wismut Aue          |
| CELKEM I. liga   | 330    | 51   |                     |